# Source Music
Source Music (en hangul, 쏘스뮤직) Es una compañía surcoreana de entretenimiento fundada en 2009 por So Sung-jin. En julio de 2019, HYBE Corporation adquirió la agencia.

## Historia

### 2009-2014: Fundación y primeros artistas

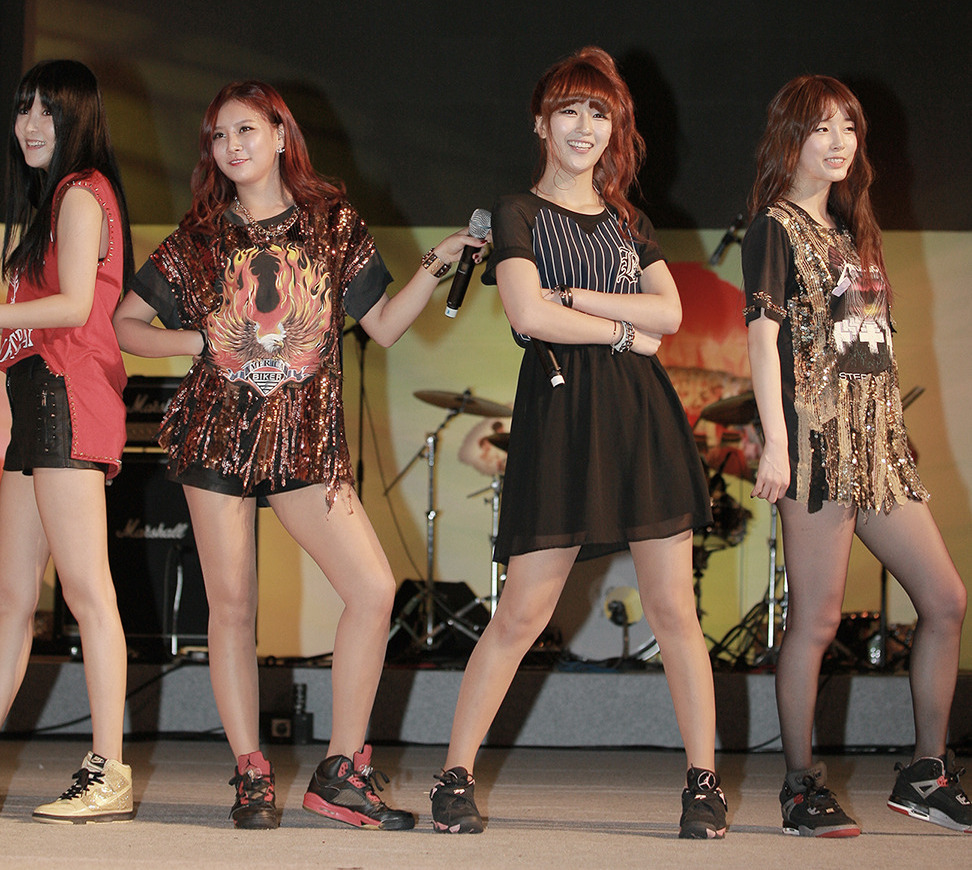
Glam en enero de 2014

Source Music se fundó el 17 de noviembre de 2009 por So Sung-jin quien fue gestor de talentos de SM Entertainment también presidente y director general de H2 Entertainment. En 2010, la primera artista de la empresa Kan Mi-youn (exintegrante de Baby Vox) lanzó su primer sencillo digital titulado «Going Crazy». En 2012 formó el grupo femenino Glam en colaboración con Big Hit Entertainment; estaba compuesto inicialmente por cinco miembros: Dahee, Trinity, Zinni, Miso y Jiyeon, sin embargo Trinity renunció unos meses después de su debut debido a razones personales y tras su salida, las demás integrantes continuaron como un cuarteto. El grupo estuvo activo hasta 2014 y se disolvió oficialmente un año después debido a que Dahee fue sentenciada a un año de prisión por un caso de extorsión contra el actor Lee Byung-hun.

### 2014-2019

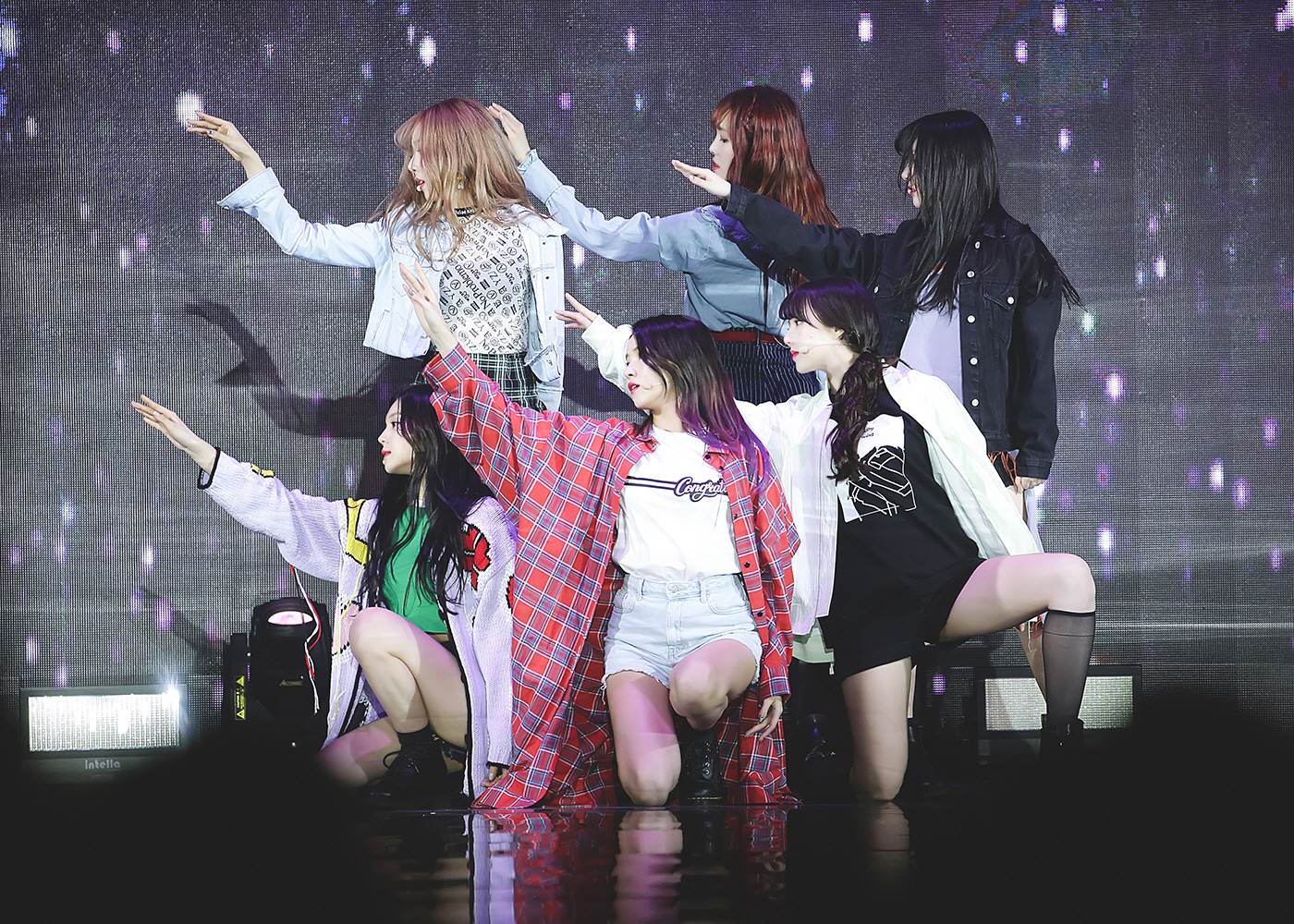
GFriend en el evento Asia Model Awards en mayo de 2018.

En 2014 Source Music formó el grupo femenino GFriend con seis integrantes (Sowon, Yerin, Eunha, Yuju, SinB y Umji), que debutó el 15 de enero de 2015 con el EP Season of Glass.Grupo que construyó desde cero una agencia y levantó toda una empresa.

### 2019-presente: Adquisición por HYBE Corporation
En julio de 2019, HYBE Corporation adquirió Source Music y con ello pasó a formar parte de Hybe Labels, una subdivisión de Hybe Corp. Pero mantuvo su gestión y estilo existentes. El 22 de marzo de 2021, tanto Source Music como otras subsidiarias bajo Hybe Labels trasladaron sus oficinas a la sede central de su compañía matriz, Hybe Corporation, en el Yongsan Trade Center en el distrito de Yongsan.
Tras completar su contrato de seis años y medio, todas las integrantes de GFriend dejaron la compañía el 22 de mayo de 2021 antes de lo previsto. Como consecuencia, Source Music anunció que reembolsaría la membresía del grupo en la plataforma Weverse; sin embargo, se produjo una controversia debido a que el reembolso se daría con puntos de la tienda digital Weverse Shop a pesar de la disposición legal de que el método debería ser el mismo que el método de pago. Posteriormente, la empresa emitió un nuevo comunicado en el cual manifestaba que añadiría la opción de rembolso en efectivo. No obstante, los perjudicados señalaron que se filtró información personal y bancaria de 22 personas durante diez minutos, por lo que la compañía «se disculpó y se ofreció a llegar a un acuerdo con los afectados».
El 14 de marzo de 2022, las exintegrantes de Iz*One Sakura Miyawaki y Kim Chae-won firmaron contratos exclusivos con Source Music y se confirmó que ambas debutarían en el nuevo grupo femenino de la compañía, Le Sserafim, el 2 de mayo de 2022 con el EP Fearless.
El 13 de abril de 2022 la empresa fue multada por El Comité de Protección de Información Personal de Corea con 3 millones de wons y una orden de corrección por la divulgación de información personal a terceros y el incumplimiento de la obligación de proteger la información personal. Source Music usó el cuestionario de Google para reembolsar las tarifas de membresía relacionadas con la disolución del grupo GFriend, y la información personal de 22 participantes en la encuesta se vio comprometida debido a la divulgación incorrecta de los resultados de la encuesta.

## Artistas
Grupos
- Le Sserafim
- GFriend

## Antiguos artistas
- MI.O
- Kan Mi-youn
- Eden Beatz
- 8Eight (2007–2014; cogestionado por Big Hit)
- GLAM (2012–2015; cogestionado por Big Hit)